# Absa Tower
La Torre Absa es un rascacielos localizado en el distrito financiero de la ciudad de Johannesburgo, Sudáfrica. Mide 140 m de altura y cuenta con 31 plantas. Es la central de Absa Group Limited.